# Stanisław Vogel (hokeista)
Stanisław Vogel (ur. 18 lipca 1954, zm. 16 maja 2011 w Londynie) – polski hokeista.

## Życiorys

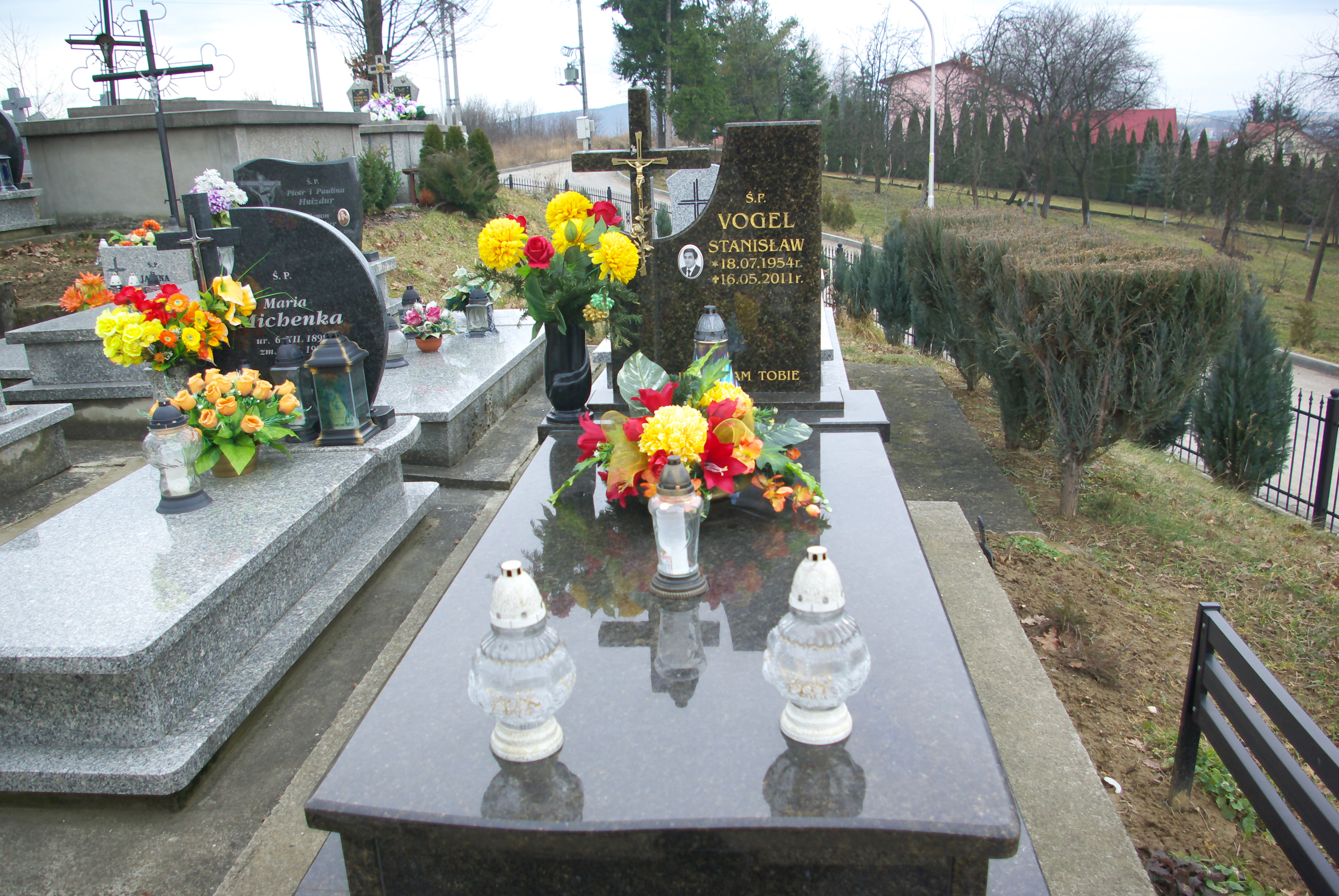
Nagrobek Stanisława Vogla w Sanoku

Wychowanek Podhala Nowy Targ. Został zawodnikiem Stali Sanok przed sezonem II ligi 1974/1975. W sezonie 1975/1976 wraz z drużyną Stali odniósł historyczny sukces w roku 30-lecia historii klubu, wygrywając II ligę Grupę Południową i uzyskując awans do I ligi, najwyższej polskiej klasy rozgrywkowej. Przerwał karierę po sezonie 1982/1983.
Stanisław Vogel zmarł 16 maja 2011 w Londynie. Został pochowany 28 maja 2011 na cmentarzu przy kościele Narodzenia Najświętszej Maryi Panny w dzielnicy Dąbrówka miasta Sanoka.
Jego brat Tadeusz (zm. 2019) także został hokeistą i również występował w Stali Sanok.